# ميشيل ميرسيير
ميشيل ميرسيير (بالفرنسية: Michèle Mercier)‏ ولدت في 1 يناير 1939 بمدينة نيس، هي ممثلة ومغنية وراقصة وكاتبة فرنسية.

## روابط خارجية
- ميشيل ميرسيير على موقع IMDb (الإنجليزية)
- ميشيل ميرسيير على موقع مونزينجر (الألمانية)
- ميشيل ميرسيير على موقع ألو سيني (الفرنسية)
- ميشيل ميرسيير على موقع ميوزك برينز (الإنجليزية)
- ميشيل ميرسيير على موقع أول موفي (الإنجليزية)
- ميشيل ميرسيير على موقع قاعدة بيانات الأفلام السويدية (السويدية)
- ميشيل ميرسيير على موقع إن إن دي بي (الإنجليزية)
- ميشيل ميرسيير على موقع ديسكوغز (الإنجليزية)
- ميشيل ميرسيير على موقع قاعدة بيانات الفيلم (الإنجليزية)
- ميشيل ميرسيير على موقع كينوبويسك (الروسية)